# Taylor (Michigan)
Taylor – miasto w Stanach Zjednoczonych, w stanie Michigan, w hrabstwie Wayne.